# Scottish Premiership Manager of the Month
Der Scottish Premiership Manager of the Month (deutsch Trainer des Monats) ist eine Auszeichnung für den besten Fußballtrainer des Monats in der Scottish Premiership, die seit der Saison 2013/14 verliehen wird.

## Saison 2013/14
| Monat     | Jahr | Manager         | Nationalität | Verein                       |
| --------- | ---- | --------------- | ------------ | ---------------------------- |
| August    | 2013 | Terry Butcher   | England      | Inverness Caledonian Thistle |
| September | 2013 | Derek McInnes   | Schottland   | FC Aberdeen                  |
| Oktober   | 2013 | Tommy Wright    | Nordirland   | FC St. Johnstone             |
| November  | 2013 | Jackie McNamara | Schottland   | Dundee United                |
| Dezember  | 2013 | Neil Lennon     | Nordirland   | Celtic Glasgow               |
| Januar    | 2014 | Neil Lennon     | Nordirland   | Celtic Glasgow               |
| Februar   | 2014 | Derek McInnes   | Schottland   | FC Aberdeen                  |
| März      | 2014 | Neil Lennon     | Nordirland   | Celtic Glasgow               |
| April     | 2014 | Gary Locke      | Schottland   | Heart of Midlothian          |

## Saison 2014/15
| Monat     | Jahr | Manager        | Nationalität | Verein                       |
| --------- | ---- | -------------- | ------------ | ---------------------------- |
| August    | 2014 | John Hughes    | Schottland   | Inverness Caledonian Thistle |
| September | 2014 | Allan Johnston | Schottland   | FC Kilmarnock                |
| Oktober   | 2014 | Alex Neil      | Schottland   | Hamilton Academical          |
| November  | 2014 | Ronny Deila    | Norwegen     | Celtic Glasgow               |
| Dezember  | 2014 | Derek McInnes  | Schottland   | FC Aberdeen                  |
| Januar    | 2015 | John Hughes    | Schottland   | Inverness Caledonian Thistle |
| Februar   | 2015 | Jim McIntyre   | Schottland   | Ross County                  |
| März      | 2015 | Jim McIntyre   | Schottland   | Ross County                  |
| April     | 2015 | Ronny Deila    | Norwegen     | Celtic Glasgow               |

## Saison 2015/16

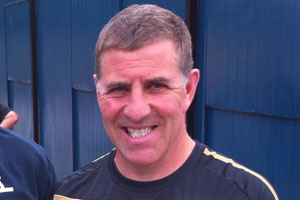
Mark McGhee

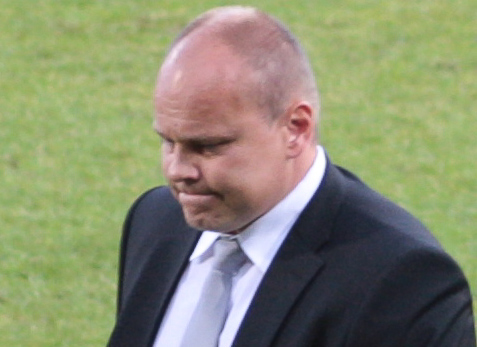
Mixu Paatelainen

| Monat     | Jahr | Manager          | Nationalität | Verein                       |
| --------- | ---- | ---------------- | ------------ | ---------------------------- |
| August    | 2015 | Derek McInnes    | Schottland   | FC Aberdeen                  |
| September | 2015 | Derek McInnes    | Schottland   | FC Aberdeen                  |
| Oktober   | 2015 | Ronny Deila      | Norwegen     | Celtic Glasgow               |
| November  | 2015 | Alan Archibald   | Schottland   | Partick Thistle              |
| Dezember  | 2015 | Mark McGhee      | Schottland   | FC Motherwell                |
| Januar    | 2016 | Ronny Deila      | Norwegen     | Celtic Glasgow               |
| Februar   | 2016 | Mixu Paatelainen | Finnland     | Dundee United                |
| März      | 2016 | Mark McGhee      | Schottland   | FC Motherwell                |
| April     | 2016 | John Hughes      | Schottland   | Inverness Caledonian Thistle |

## Saison 2016/17
| Monat     | Jahr | Manager                     | Nationalität                | Verein                       |
| --------- | ---- | --------------------------- | --------------------------- | ---------------------------- |
| August    | 2016 | Brendan Rodgers             | Nordirland                  | Celtic Glasgow               |
| September | 2016 | Richie Foran                | Irland                      | Inverness Caledonian Thistle |
| Oktober   | 2016 | Brendan Rodgers             | Nordirland                  | Celtic Glasgow               |
| November  | 2016 | Robbie Neilson              | Schottland                  | Heart of Midlothian          |
| Dezember  | 2016 | Brendan Rodgers             | Nordirland                  | Celtic Glasgow               |
| Januar    | 2017 | Winterpause (keine Vergabe) | Winterpause (keine Vergabe) | Winterpause (keine Vergabe)  |
| Februar   | 2017 | Paul Hartley                | Schottland                  | FC Dundee                    |
| März      | 2017 | Derek McInnes               | Schottland                  | FC Aberdeen                  |
| April     | 2017 | Brendan Rodgers             | Nordirland                  | Celtic Glasgow               |

## Saison 2017/18
| Monat     | Jahr | Manager                     | Nationalität                | Verein                      |
| --------- | ---- | --------------------------- | --------------------------- | --------------------------- |
| August    | 2017 | Tommy Wright                | Nordirland                  | FC St. Johnstone            |
| September | 2017 | Brendan Rodgers             | Nordirland                  | Celtic Glasgow              |
| Oktober   | 2017 | Neil Lennon                 | Nordirland                  | Hibernian Edinburgh         |
| November  | 2017 | Martin Canning              | Schottland                  | Hamilton Academical         |
| Dezember  | 2017 | Steve Clarke                | Schottland                  | FC Kilmarnock               |
| Januar    | 2018 | Winterpause (keine Vergabe) | Winterpause (keine Vergabe) | Winterpause (keine Vergabe) |
| Februar   | 2018 | Derek McInnes               | Schottland                  | FC Aberdeen                 |
| März      | 2018 | Steve Clarke                | Schottland                  | FC Kilmarnock               |
| April     | 2018 | Steve Clarke                | Schottland                  | FC Kilmarnock               |

## Saison 2018/19
| Monat     | Jahr | Manager                     | Nationalität                | Verein                      |
| --------- | ---- | --------------------------- | --------------------------- | --------------------------- |
| August    | 2018 | Craig Levein                | Schottland                  | Heart of Midlothian         |
| September | 2018 | Gary Holt                   | Schottland                  | FC Livingston               |
| Oktober   | 2018 | Brendan Rodgers             | Nordirland                  | Celtic Glasgow              |
| November  | 2018 | Tommy Wright                | Nordirland                  | FC St. Johnstone            |
| Dezember  | 2018 | Derek McInnes               | Schottland                  | FC Aberdeen                 |
| Januar    | 2019 | Winterpause (keine Vergabe) | Winterpause (keine Vergabe) | Winterpause (keine Vergabe) |
| Februar   | 2019 | Stephen Robinson            | Nordirland                  | FC Motherwell               |
| März      | 2019 | Paul Heckingbottom          | England                     | Hibernian Edinburgh         |
| April     | 2019 | Steven Gerrard              | England                     | Glasgow Rangers             |

## Saison 2019/20
| Monat     | Jahr | Manager        | Nationalität | Verein          |
| --------- | ---- | -------------- | ------------ | --------------- |
| August    | 2019 | Neil Lennon    | Nordirland   | Celtic Glasgow  |
| September | 2019 | Steven Gerrard | England      | Glasgow Rangers |
| Oktober   | 2019 | Angelo Alessio | Italien      | FC Kilmarnock   |
| November  | 2019 | Neil Lennon    | Nordirland   | Celtic Glasgow  |
| Dezember  | 2019 | Steven Gerrard | England      | Glasgow Rangers |
| Januar    | 2020 | Gary Holt      | Schottland   | FC Livingston   |
| Februar   | 2020 | Neil Lennon    | Nordirland   | Celtic Glasgow  |

## Saison 2020/21
| Monat     | Jahr | Manager          | Nationalität | Verein           |
| --------- | ---- | ---------------- | ------------ | ---------------- |
| August    | 2020 | Steven Gerrard   | England      | Glasgow Rangers  |
| September | 2020 | Neil Lennon      | Nordirland   | Celtic Glasgow   |
| Oktober   | 2020 | Steven Gerrard   | England      | Glasgow Rangers  |
| November  | 2020 | Steven Gerrard   | England      | Glasgow Rangers  |
| Dezember  | 2020 | David Martindale | Schottland   | FC Livingston    |
| Januar    | 2021 | David Martindale | Schottland   | FC Livingston    |
| Februar   | 2021 | Steven Gerrard   | England      | Glasgow Rangers  |
| März      | 2021 | Callum Davidson  | Schottland   | FC St. Johnstone |
| April     | 2021 | Graham Alexander | Schottland   | FC Motherwell    |

## Saison 2021/22
| Monat     | Jahr | Manager                  | Nationalität | Verein              |
| --------- | ---- | ------------------------ | ------------ | ------------------- |
| August    | 2021 | Robbie Neilson           | Schottland   | Heart of Midlothian |
| September | 2021 | Graham Alexander         | Schottland   | FC Motherwell       |
| Oktober   | 2021 | Ange Postecoglou         | Australien   | Celtic Glasgow      |
| November  | 2021 | Graham Alexander         | Schottland   | FC Motherwell       |
| Dezember  | 2021 | Giovanni van Bronckhorst | Niederlande  | Glasgow Rangers     |
| Januar    | 2022 | Ange Postecoglou         | Australien   | Celtic Glasgow      |
| Februar   | 2022 | Ange Postecoglou         | Australien   | Celtic Glasgow      |
| März      | 2022 | Ange Postecoglou         | Australien   | Celtic Glasgow      |
| April     | 2022 | Ange Postecoglou         | Australien   | Celtic Glasgow      |

## Saison 2022/23
| Monat     | Jahr | Manager           | Nationalität | Verein              |
| --------- | ---- | ----------------- | ------------ | ------------------- |
| August    | 2022 | Ange Postecoglou  | Australien   | Celtic Glasgow      |
| September | 2022 | Ange Postecoglou  | Australien   | Celtic Glasgow      |
| Oktober   | 2022 | Ange Postecoglou  | Australien   | Celtic Glasgow      |
| November  | 2022 | David Martindale  | Schottland   | FC Livingston       |
| Dezember  | 2022 | Michael Beale     | England      | Glasgow Rangers     |
| Januar    | 2023 | Robbie Neilson    | Schottland   | Heart of Midlothian |
| Februar   | 2023 | Stuart Kettlewell | Schottland   | FC Motherwell       |
| März      | 2023 | Barry Robson      | Schottland   | FC Aberdeen         |
| April     | 2023 | Barry Robson      | Schottland   | FC Aberdeen         |

## Saison 2023/24

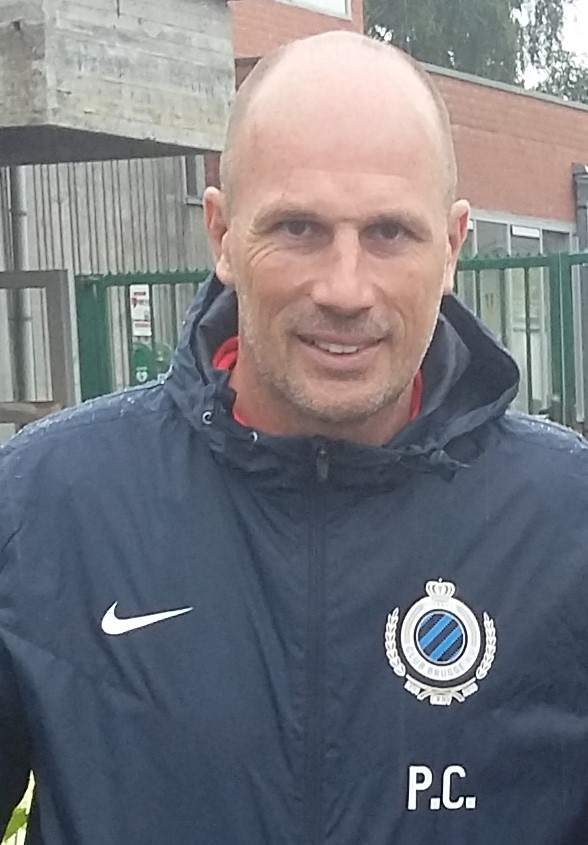
Philippe Clement

| Monat     | Jahr | Manager          | Nationalität | Verein              |
| --------- | ---- | ---------------- | ------------ | ------------------- |
| August    | 2023 | Stephen Robinson | Nordirland   | FC St. Mirren       |
| September | 2023 | Brendan Rodgers  | Nordirland   | Celtic Glasgow      |
| Oktober   | 2023 | Derek McInnes    | Schottland   | FC Kilmarnock       |
| November  | 2023 | Steven Naismith  | Schottland   | Heart of Midlothian |
| Dezember  | 2023 | Derek McInnes    | Schottland   | FC Kilmarnock       |
| Januar    | 2024 | Philippe Clement | Belgien      | Glasgow Rangers     |
| Februar   | 2024 | Philippe Clement | Belgien      | Glasgow Rangers     |
| März      | 2024 | Tony Docherty    | Schottland   | FC Dundee           |
| April     | 2024 | Brendan Rodgers  | Nordirland   | Celtic Glasgow      |

## Saison 2024/25

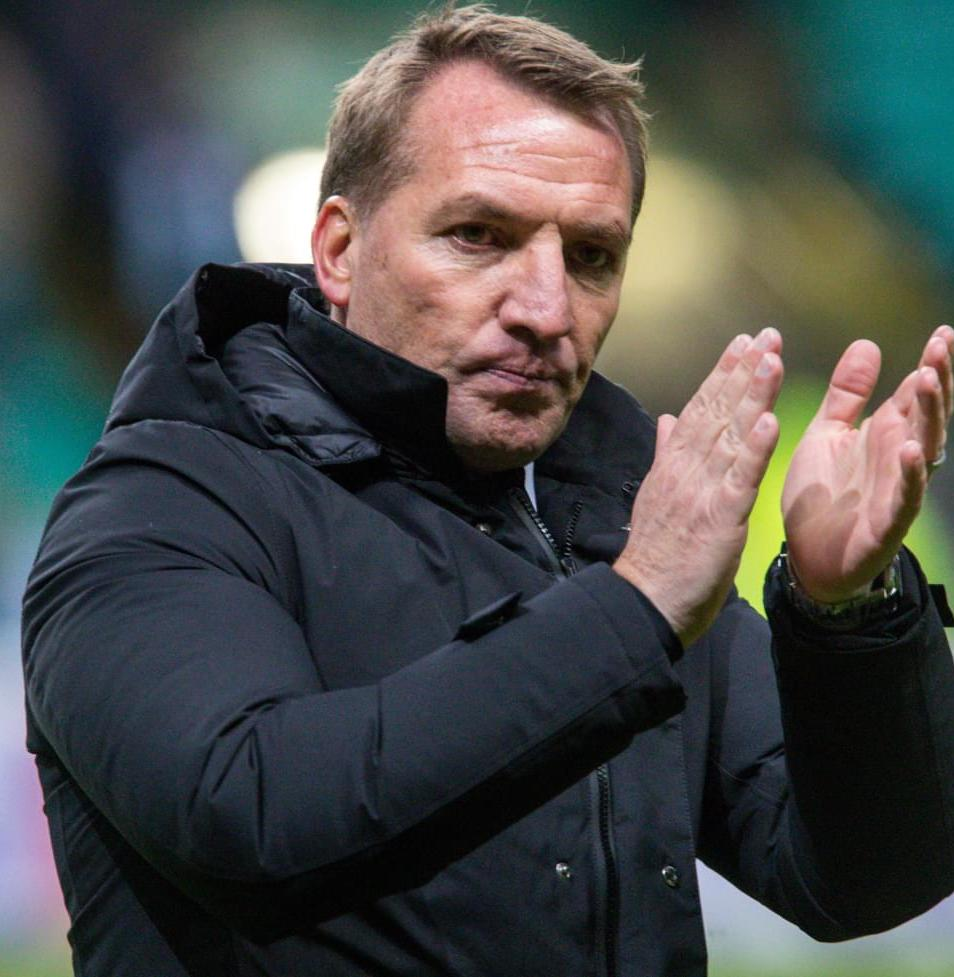
Brendan Rodgers

| Monat     | Jahr | Manager         | Nationalität | Verein              |
| --------- | ---- | --------------- | ------------ | ------------------- |
| August    | 2024 | Jimmy Thelin    | Schweden     | FC Aberdeen         |
| September | 2024 | Brendan Rodgers | Nordirland   | Celtic Glasgow      |
| Oktober   | 2024 | Jimmy Thelin    | Schweden     | FC Aberdeen         |
| November  | 2024 | Brendan Rodgers | Nordirland   | Celtic Glasgow      |
| Dezember  | 2024 | David Gray      | Schottland   | Hibernian Edinburgh |
| Januar    | 2025 | Neil Critchley  | England      | Heart of Midlothian |
| Februar   | 2025 | David Gray      | Schottland   | Hibernian Edinburgh |
| März      | 2025 | David Gray      | Schottland   | Hibernian Edinburgh |
| April     | 2025 | Jimmy Thelin    | Schweden     | FC Aberdeen         |

## Rangliste der Trainer

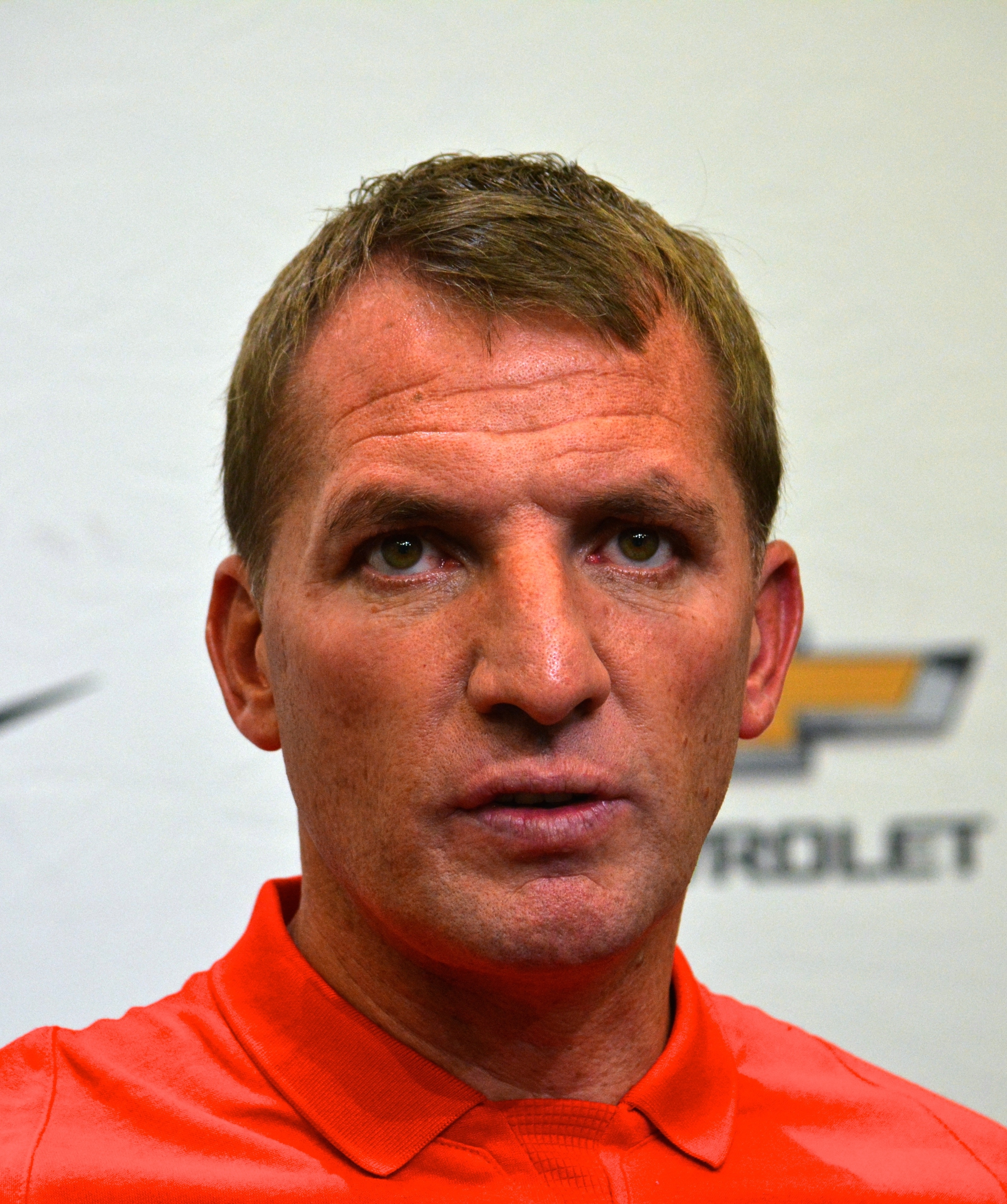
Brendan Rodgers

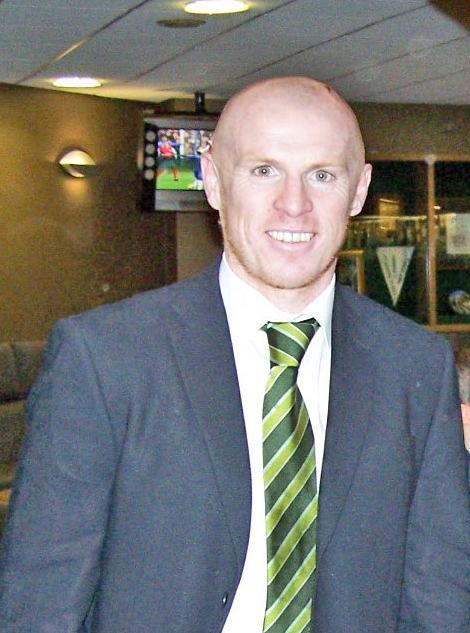
Neil Lennon

| Rang | Manager | Nationalität | Titel |
| ---- | --- | --- | ----- |
| 1    | Derek McInnes | Schottland | 10    |
| 2    | Steven Gerrard Brendan Rodgers | England Nordirland | 9     |
| 4    | Ange Postecoglou | Australien | 8     |
| 5    | Neil Lennon | Nordirland | 7     |
| 6    | Ronny Deila | Norwegen | 4     |
| 7    | Steve Clarke Tommy Wright Graham Alexander David Martindale Robbie Neilson Jimmy Thelin David Gray | Schottland Nordirland Schottland Schweden Schottland                                                                       | 3     |
| 14   | John Hughes Jim McIntyre Mark McGhee Gary Holt Barry Robson Stephen Robinson Philippe Clement | Schottland Nordirland Belgien                                                                                              | 2     |
| 21   | Callum Davidson Paul Heckingbottom Craig Levein Martin Canning Terry Butcher Jackie McNamara Gary Locke Allan Johnston Alex Neil Alan Archibald Mixu Paatelainen Richie Foran Paul Hartley Angelo Alessio Giovanni van Bronckhorst Michael Beale Stuart Kettlewell Steven Naismith Tony Docherty Neil Critchley | Schottland England Schottland England Schottland Finnland Irland Schottland Italien Niederlande England Schottland England | 1     |